# 庾会
庾会（313年—331年），一名彬，字会宗，小字阿恭，颍川郡鄢陵县（今河南省许昌市鄢陵县）人，东晋都督江荆豫益梁雍六州诸军事、征西将军、领江荆豫三州刺史、假节、永昌文康公庾亮长子，东晋官员。

## 生平
庾会的父亲庾亮风度仪容奇伟超群，举止端重，当时人都认为他做作。庾会才几岁，就有儒雅庄重的气质，人们才知道是天性如此。温峤有次藏在帐子里吓唬庾会，庾会神色恬静，慢慢跪下说：“您为什么要这样？”大家议论说庾会不比庾亮差。苏峻之乱时，庾会于咸和六年（331年）遇害，虚岁十九。有人说：“见到庾会，就知道庾亮不是做作了。”庾会死后，他的夫人诸葛文彪要改嫁，诸葛文彪的父亲诸葛恢写信给庾亮提到此事。庾亮答复说：“令爱还年轻，本来就该改嫁。不过我想起死去的儿子，就好像他刚刚去世一样。”

## 家庭

### 兄弟
- 庾羲，东晋吴国内史
- 庾龢，东晋中领军

### 夫人
- 诸葛文彪，东晋侍中、金紫光禄大夫、尚书令、建安敬伯诸葛恢长女，后改嫁江虨[6][7]

## 延伸阅读
[在维基数据编辑]
 《晉書·卷073》，出自房玄齡《晉書》